# Four Chords That Made a Million
Four Chords That Made a Million (indicato 4 Chords That Made a Million nel singolo) è un singolo del gruppo musicale britannico Porcupine Tree, pubblicato nell'aprile 2000 come primo estratto dal sesto album in studio Lightbulb Sun.

## Tracce
Testi e musiche di Steven Wilson.
CD
1. 4 Chords That Made a Million – 3:37
2. Disappear – 3:39
3. In Formaldehyde – 5:09

CD (edizione limitata)
1. 4 Chords That Made a Million – 3:37
2. Even Less (Demo Version) – 15:44

7"
- Lato A

1. 4 Chords That Made a Million – 3:37

- Lato B

1. Orchidia – 3:35

## Formazione
Hanno partecipato alle registrazioni, secondo le note di copertina di Lightbulb Sun:
Gruppo
- Richard Barbieri – arrangiamento, sintetizzatore, Fender Rhodes
- Colin Edwin – arrangiamento, basso fretless
- Chris Maitland – arrangiamento, batteria
- Steven Wilson – arrangiamento, voce, chitarra, campionatore

Produzione
- Steven Wilson – produzione, registrazione
- Chris Blair – mastering

## Classifiche
| Classifica (2000) | Posizione massima |
| ----------------- | ----------------- |
| Regno Unito       | 84                |